# 沃爾夫岡·馮·肯佩倫
沃爾夫岡·馮·肯佩倫（德語：Wolfgang von Kempelen，1734年1月23日—1804年3月26日）是一名奧地利作家及发明家，曾發明自動下棋裝置土耳其行棋傀儡及說話機器。

## 個人生活
肯佩倫於哈布斯堡君主國匈牙利王国布拉迪斯拉发出生，為英格伯·肯佩倫（Engelbert Kempelen，1680–1761）及布拉迪斯拉发的安娜·特麗薩·施平德勒（Anna Theresa Spindler）的最後一個孩子。跟一些報導相反，他並不持有「裡特（Ritter）」或「男爵（Baron）」的名銜。造成這誤會的原因，應為混淆了他與他的其中一名兄長，他獲得了的名銜。
肯佩倫於布拉迪斯拉發學習法律及哲學，於杰尔、維也納及羅馬上學，但他對數學及物理也有興趣。他通曉德語、匈牙利語、拉丁語、法語、義大利語等多國語言，後來在英國旅行期間及巴納特工作期間學會了一點英語及瓦拉幾亞語。
肯佩倫曾經歷兩度婚姻。他於1757年與第一任妻子結婚，但她於1758年由於腹部梗阻而突然死亡。於1762年與第二任妻子結婚。有五個孩子於第二度婚姻出生，其中兩個存活至成年期，分別為（1768–1812）及（1771–1822）。

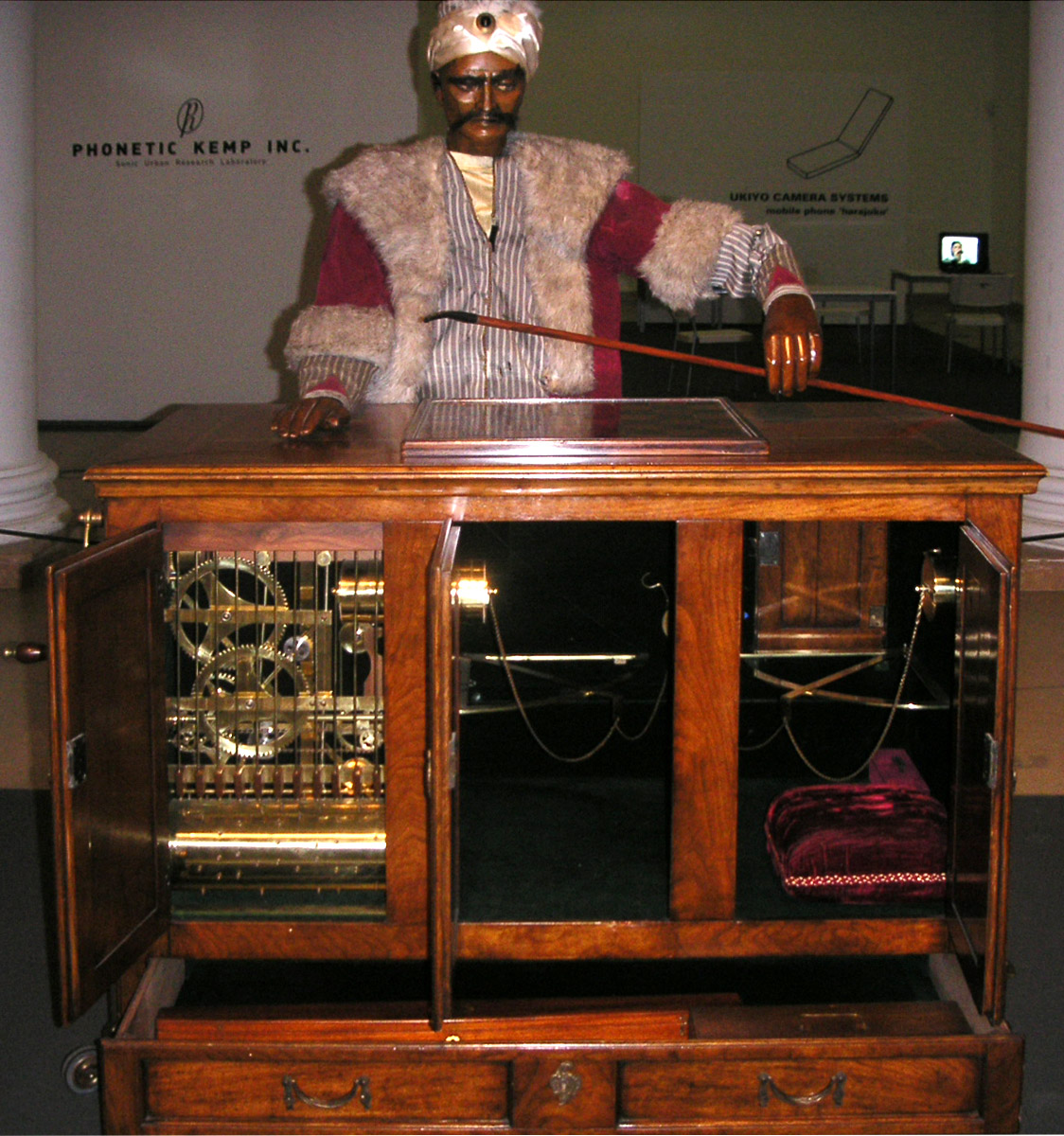
土耳其行棋傀儡的重製版

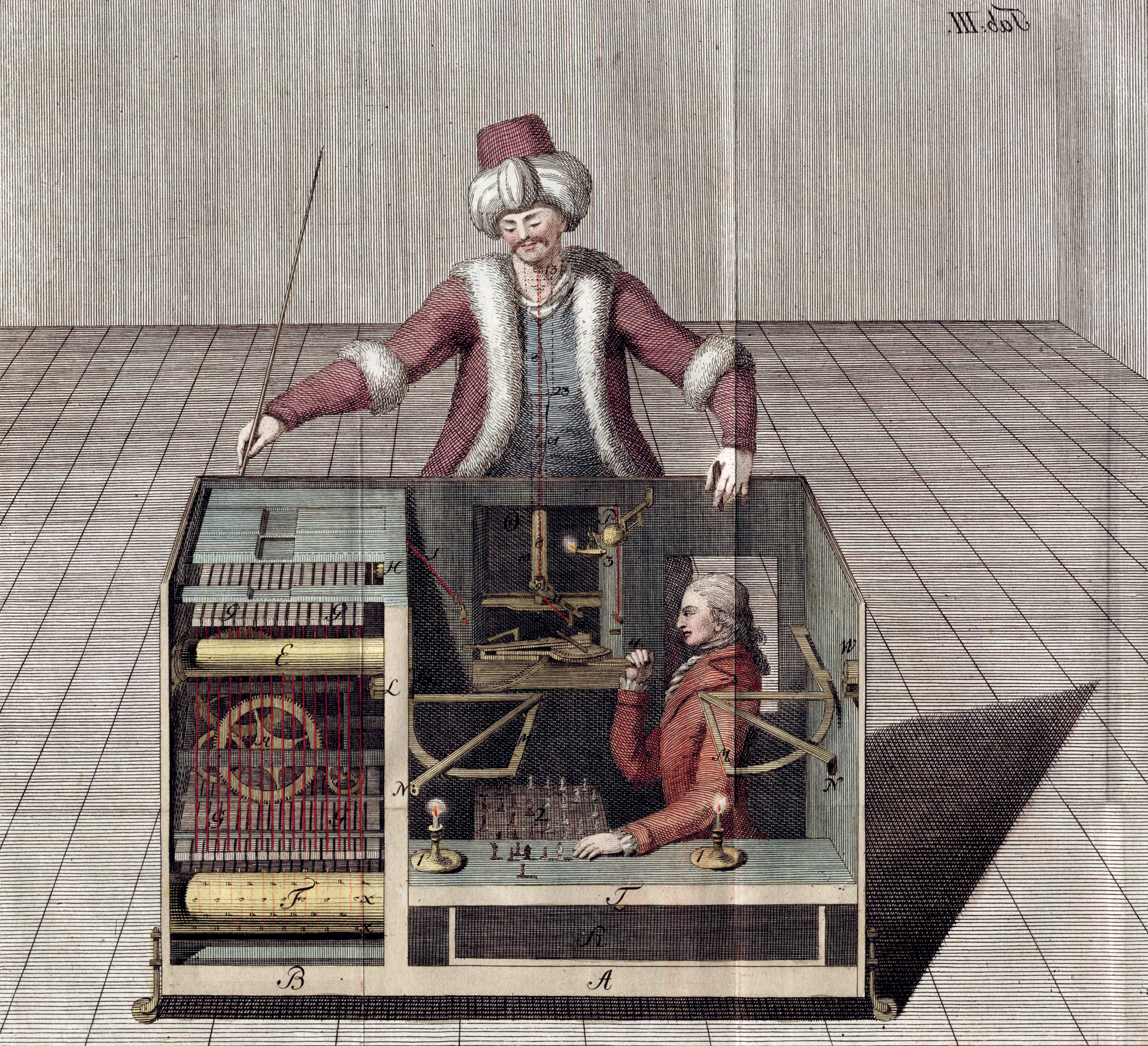
土耳其行棋傀儡的秘密內部

## 發明
作為一名公務員，肯佩倫有一個長期而成功的職業生涯，但他變得著名的最大原因是作品土耳其行棋傀儡。為取悅特蕾西亞女皇，肯佩倫於1769年製造了這個自動下國際象棋的機器，並聲稱可擊敗人類對手，事實上是一個精於棋術的人類在機器的內部控制下棋。有了這棋手，土耳其行棋傀儡在歐洲展出的84年間戰勝了大部分對手，包括拿破仑一世及本傑明·富蘭克林。

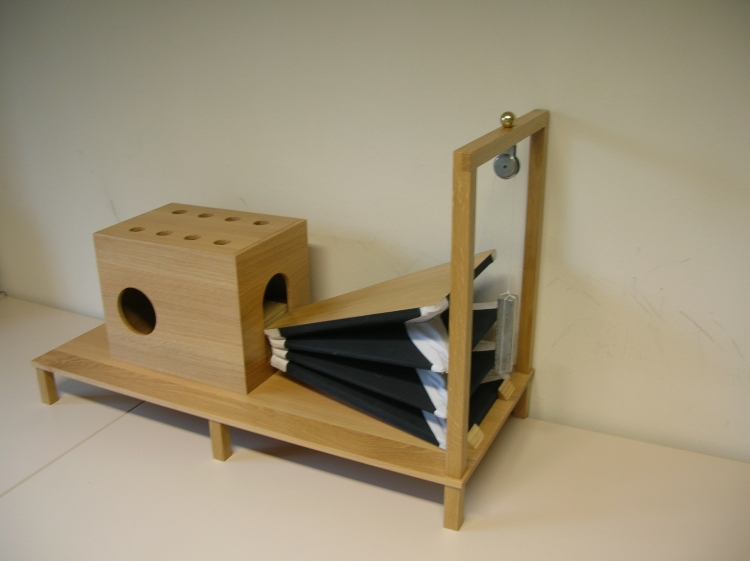
說話機器的重製版

肯佩倫另外製造了一個說話機器，直至現在還能在慕尼黑的德意志博物馆樂器部分找到說話機器的早期版本（雖然不是原版）。他於1789年出版了一本名為的書，當中包含他近二十年的研究。

## 外部連結
- （德文）Angéla Imre: On the personality of Wolfgang von Kempelen, in: Grazer Linguistische Studien 63 (2004), pp. 61–64
- （英文）Wolfgang von Kempelen on the Web
- （英文）Wolfgang von Kempelen's speaking machine and its successors （页面存档备份，存于）
- （英文）The Chess-playing Turk